# Дом рождения и детства Эдварда Хоппера
Дом рождения и детства Эдварда Хоппера (англ. Edward Hopper Birthplace and Boyhood Home, также известный как Центр искусств Эдварда Хоппера) — дом, в котором родился и жил до 1910 года американский художник-реалист Эдвард Хоппер. Преобразован в художественный центр и музей. Расположен в Найаке, округ Рокленд, штат Нью-Йорк. Это двухэтажное здание с боковым залом, в стиле греческого возрождения. 
В 2000 году дом был включён в Национальный реестр исторических мест США.  

## Центр искусств
В настоящее время дом представляет собой художественный центр Эдварда Хоппера. Одна из галерей посвящена жизни и работе Хоппера, другие галереи используются для различных выставок. Центр также предлагает мастер-классы, лекции, джазовые концерты, уроки рисования и другие занятия искусством. 